# Val Liona
Val Liona est une commune italienne située dans la province de Vicence en région Vénétie. Elle est créée en 2017 par la fusion de Grancona et de San Germano dei Berici.

## Géographie
Val Liona est située au sud de la province de Vicence, dans la zone centre-ouest des collines Berici, vers la fin de la vallée de la rivière Liona.
Elle constitue une « commune éparpillée » comprenant les hameaux de Campolongo, Grancona, Pederiva (chef-lieu), San Germano dei Berici, Spiazzo et Villa del Ferro.

## Histoire
Val Liona est créée le 17 février 2017 par la fusion de Grancona et San Germano dei Berici.

## Administration
| Période      | Période  | Identité         | Étiquette     | Qualité |
| ------------ | -------- | ---------------- | ------------- | ------- |
| 12 juin 2017 | En cours | Maurizio Fipponi | Liste civique |         |